# COROT
A COROT (franciául "COnvection ROtation et Transits planétaires", angolul "COnvection, ROtation and planetary Transits") csillagászati műhold, amelyet exobolygók megfigyelésére és asztroszeizmológiai vizsgálatokra indított a Francia Űrügynökség és az ESA 2006-ban. A küldetés 2014 júniusában zárult le. A 27 cm átmérőjű, négy négyzetfok látómezejű fedélzeti távcső a csillagok fényességváltozásait méri, amiből bolygók jelenlétére lehet következtetni.
A távcső mögé épített négy CCD végzi a megfigyeléseket, kettőt az exobolygó-kutatáshoz, kettőt asztroszeizmológiai mérések végzésére használnak. Az exobolygók felfedezésére használt CCD-k látómezejében jellemzően pár ezer csillag van. Ilyen módszerrel a COROT akár kőzetbolygókat is felfedezhet más csillagok körül. A távcső egy csillagot legfeljebb 150 napig észlel, azaz ez a felfedezhető exobolygók legnagyobb keringési periódusa. Az égbolt két, mintegy 10 fokos átmérőjű, a Tejúton lévő területén figyeli meg a csillagokat, a nyári égen az Aquila és a Scutum csillagképek határán, a téli égen a Monoceros csillagképben van az általa megfigyelt terület, a kettő között fél évente váltanak, a Nappal ellentétes oldalon lévőt figyeli a távcső.

## Küldetés
A műholdat 2006. december 27-én indították Bajkonurból Szojuz rakétával. A műszer 2007. január 18-án látta meg az "első fény", a tudományos adatgyűjtést pedig 2007. február 2-án kezdte meg, és három hónappal később meg is tette első felfedezését. A CoRoT volt az első űreszköz, amelyet azzal a céllal hoztak létre, hogy exobolygó-tranzitokat fedezzen fel, vagyis azt a pillanatot, amikor egy, a csillaga előtt elhaladó exobolygó miatt csökken a csillag fényessége. Küldetése szempontjából a Kepler és a TESS űrtávcső elődjének tekinthető. Az eredeti tervek szerint a küldetés 2,5 évig tartott volna, de 2009 végén 2013. március 31-ig meghosszabbították. A küldetés végül 2014 júniusában ért véget, amikor az űrszonda elhagyta a pályát.

## Eredmények

### Felfedezett exobolygók
Az első exobolygó felfedezését 2007. május 3-án jelentették be. A CoRoT-1b jelzéssel ellátott égitest egy úgynevezett forró Jupiter: a forró óriásbolygó sugara 1,78-szorosa a Jupiterének. A Földtől 1500 fényévre, a Egyszarvú csillagképben található, Naphoz hasonló sárga törpecsillagát mindössze 1,5 nap alatt kerüli meg.
2008 májusában további két exobolygót és egy egyetlen osztályba sem besorolható égitestet találtak, melyet CoRoT-3b-nek neveztek el. A felfedezéseket az ESA jelentette be. A CoRoT-3b a feltételezések szerint a bolygó és a barna törpe közti jelenség. A CoRoT-7b a legkisebb bolygó, melynek sikerült megmérni az átmérőjét, mely a Földének 1,7-szerese. A CoRoT ezen felül három távoli csillagot is talált, melyek a megfigyelések alapján a Napra hasonlítanak, bár melegebbek.
2010 márciusában jelentették be a CoRoT-9b felfedezését. A 95,3 napos keringési idejű exobolygó a Merkúréhoz hasonló közeli pályán kering.
2010 júniusában a CoRoT csapata hat új exobolygó felfedezéséről számolt be: ez a CoRoT-8b, a CoRoT-10b, a CoRoT-11b, a CoRoT-12b, a CoRoT-13b, a CoRoT-14b és egy barna törpe, a CoRoT-15b. Az új planéták mindegyike Jupiter méretű, kivéve a CoRoT-8b-t, amelynek mérete nagyjából a Szaturnusz és a Neptunusz közé esik. Az űrszonda próbaképpen detektálta látható fénytartományban egy nem tranzitáló exobolygóról, a HD46375 b-ről visszaverődő fényt is.
2011 júniusában a Második CoRoT Szimpóziumon tíz új égitest került az exobolygó-katalógusba: a CoRoT-16b, a CoRoT-17b, a CoRoT-18b, a CoRoT-19b, a CoRoT-20b, a CoRoT-21b, a CoRoT-22b, a CoRoT-23b, a CoRoT-24b és a CoRoT-24c. 2011 novembere óta nagyjából 600 további exobolygó-jelölt várja a megerősítést.

### Kettős rendszerek
A CoRoT számos, nemradiálisan pulzáló kettős rendszert is megfigyelt. Néhány közülük Gamma Doradus (γ Dor) típusú kettős változócsillag.

### Az NGC 2264 jelűnyílthalmaz[12]
A CoRoT 2008 márciusában egy 23 napos megfigyelési kampány keretében megfigyelte az NGC 2264 jelű fiatal nyílthalmaz 636 tagját. Az úgynevezett Karácsonyfa-halmaz az Egyszarvú csillagképben látszik, és 1800 fényéves távolságával viszonylag közel van a Földhöz. A korát 3 és 8 millió év közöttire becsülik. Mivel ilyen fiatal, ideális célpont számos tudományos kérdés vizsgálatára, például a csillagok kialakulásával és a korai csillagfejlődéssel kapcsolatban. A CoRoT által gyűjtött adatok az NGC 2264 csillagairól lehetővé teszik, hogy a kutatók a nemrég kialakult csillagok és a környező anyag közötti kölcsönhatásokat, a halmaz tagjainak forgását, aktivitását és eloszlását, valamint a fiatal csillagok belső összetételét vizsgálják.